# Potsdamer Schlössernacht

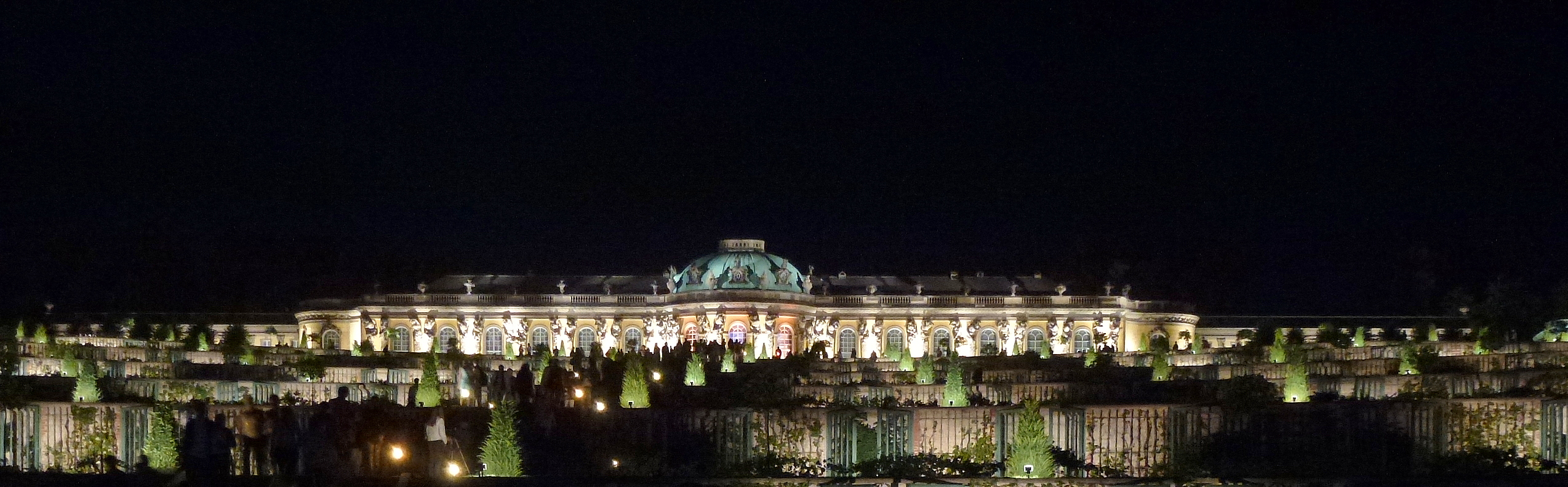
Sanssouci bei Nacht

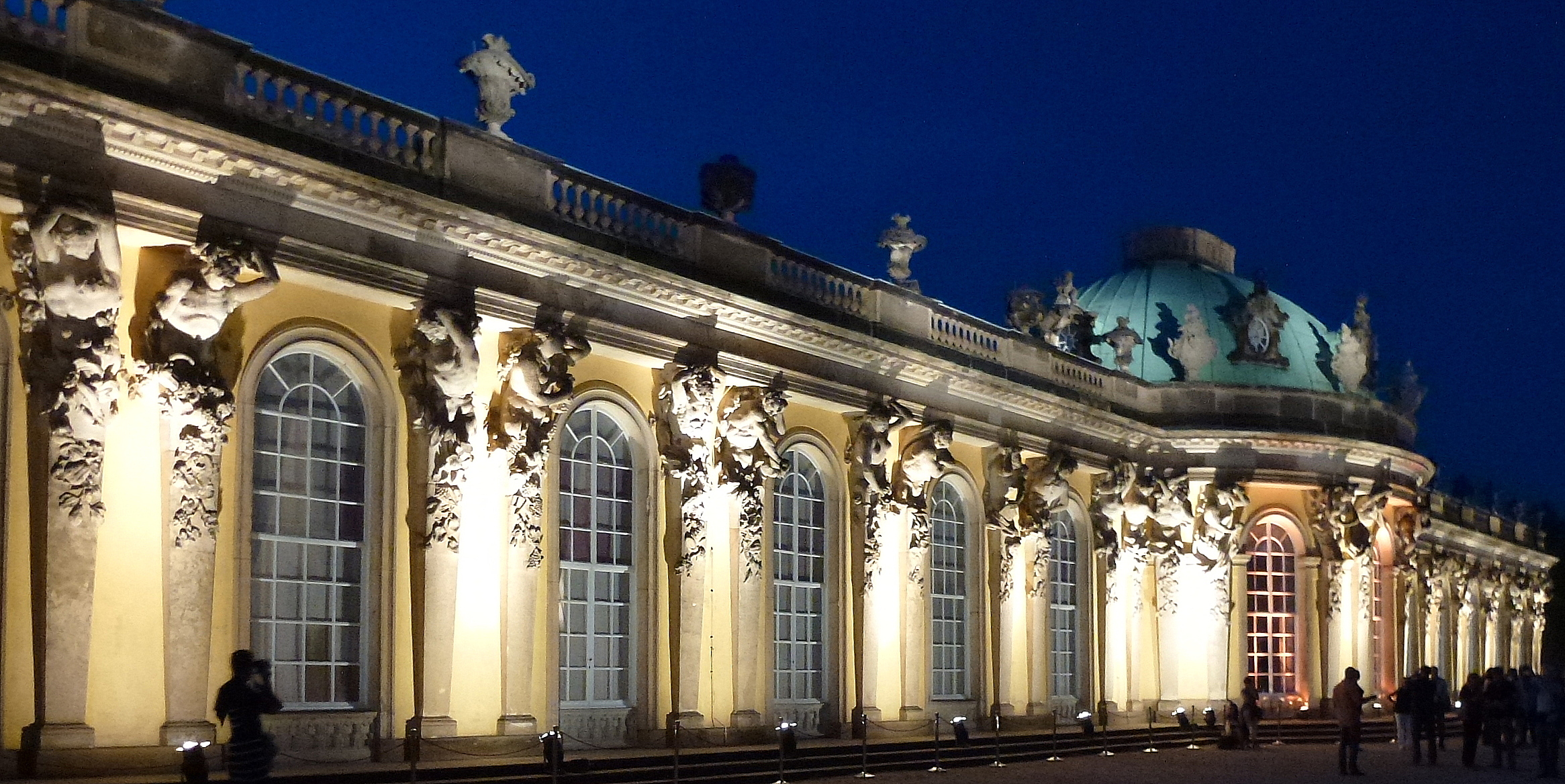
Schloss Sanssouci Hofdamenflügel

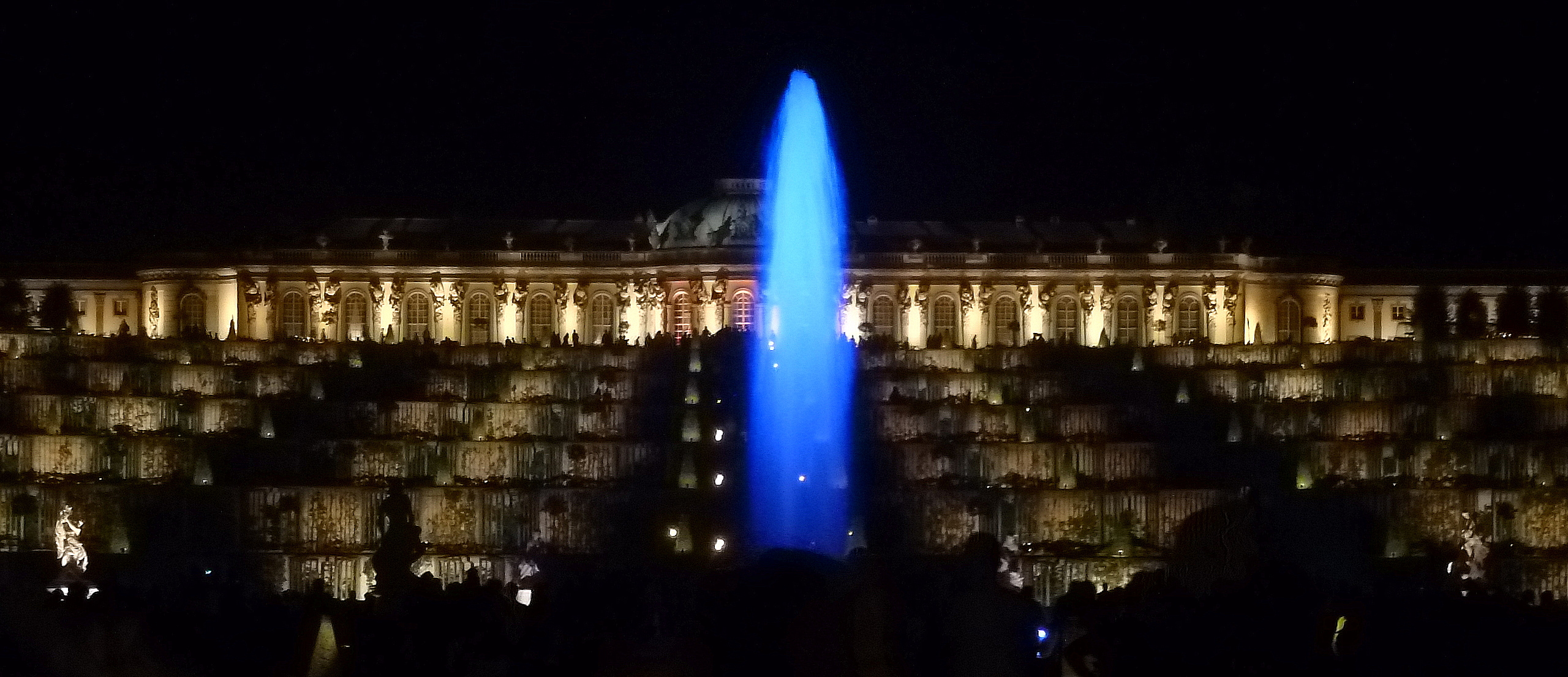
Sanssouci Große Fontäne

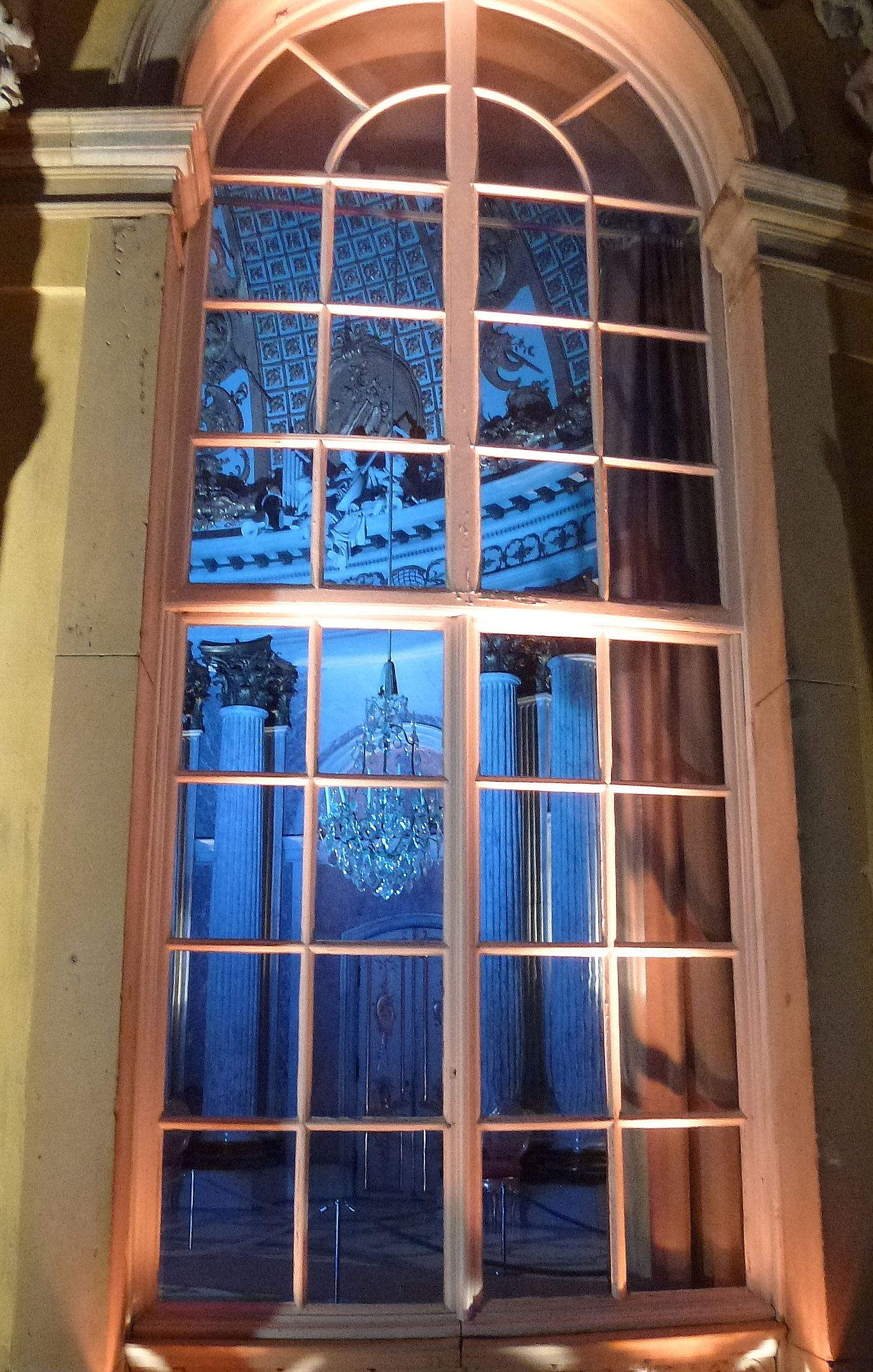
Blick in den beleuchteten Marmorsaal

Die Potsdamer Schlössernacht ist eine Veranstaltung in den Parkanlagen von Schloss Sanssouci in Potsdam, die seit 1999 jährlich stattfindet. Die Besucherzahl wird seit 2002 jeweils auf 32.000 begrenzt. Die Schlösser und Gärten werden beleuchtet, ca. 450 Künstler treten überall im Park auf. Veranstalter ist seit 2017 die Kultur im Park GmbH im Auftrag der Stiftung Preußische Schlösser und Gärten Berlin-Brandenburg.

## Programm
Romantik zu fühlen, zu sehen, zu hören, insgesamt die Sinne zu öffnen, ist das Ziel der Potsdamer Schlössernacht 2016. Neu konzipiert und inszeniert werden u. a. diese Themen dargestellt:
Garten der Träume-Klassik und mehr: eine Klanginstallation, die aus der Realität entführt und zum Träumen einlädt.
Grenzenloses Spiel und Musik-humorvolle, nachdenkliche und erhellende Einblicke in die Weite und Vielfalt der Weltkultur. Grenzüberschreitungen von Musik, Literatur und Spiel.
Weitere Themen: vitale Lebenskunst, illustre Gestalten, poetische Welten und Show und Feuerwerk auf Mopke.
Zwischen der Orangerie und dem Neuen Palais, der Friedenskirche, der Bildergalerie und dem Schloss Charlottenhof werden mehr als zwölf Bauwerke angestrahlt. Nur ein Mal im Jahr findet diese Illumination statt. Potsdamer Bürger ziehen für diese Nacht historische Gewänder an und nehmen gestaltend an dem Fest teil.

## Vorabendkonzert
Das Vorabendkonzert der Potsdamer Schlössernacht ist ein Open-Air-Konzert. Spitzenmusiker und die Kulisse vor der Kolonnade am Neuen Palais machen es zu einem Konzert mit eigenem Charakter. Die Besucherzahl beträgt jeweils 5000.
- 2004: Royal Philharmonic Orchestra London unter der Leitung von Leonard Slatkin, als Solist: David Garrett
- 2005: Orquesta Ciudad de Granada unter der Leitung von Salvador Mas Conde, als Solist: Martin Stadtfeld
- 2006: Academy of St. Martin in the Fields unter der Leitung von Sir Neville Marriner, als Solist: Baiba Skride
- 2007: Tschechische Philharmonie unter Leitung von Zdeněk Mácal, als Solist: Mischa Maisky
- 2008: Philharmonisches Orchester Helsinki unter Leitung von John Storgårds, als Solist: Olli Mustonen
- 2009: Österreichisch-Ungarische Haydn-Philharmonie unter Leitung von Ádám Fischer, als Solist: Sol Gabetta
- 2010: Tschaikowsky-Symphonieorchester unter Leitung von Wladimir Fedossejew, als Solist: Nikolai Luganski
- 2011: Ungarische Nationalphilharmonie unter Leitung von Zoltán Kocsis, als Solist: Vadim Repin
- 2012: vor der Orangerie. Das City of Birmingham Symphony Orchestra spielte ein Stück von Jean Sibelius.
- 2013: am Neuen Palais. Die Wiener Symphoniker spielten Stücke von Wolfgang Amadeus Mozart sowie von Ludwig van Beethoven.
- 2014: Bühne „auf Mopke“ vor der Kolonnade am Neuen Palais. Es spielt das Royal Philharmonic Orchestra unter Leitung von Michael Francis.
- 2015: Bühne „auf Mopke“ vor der Kolonnade am Neuen Palais. Es spielt das Rotterdam Philharmonic Orchestra unter der Leitung von Gustavo Gimeno, Solistin: Harriet Krijgh
- 2016: Bühne „auf Mopke“. Es spielt das Stavanger Symphony Orchestra unter der Leitung von Christian Vásquez, Solistin: Tine Thing Helseth.

## Verwendung der Eintrittsgelder
Mit dem Erlös aus dem Verkauf der Eintrittskarten wird die Restaurierung von Objekten des Parks finanziert. Für das Jahr 2012 waren dies die Restaurierung des Lindstedter Tores sowie des Granitkleinsteinpflasters des Selloweges. Das Lindstedter Tor, eines von ursprünglich drei Toren, das 1893 zur Weltausstellung in Chicago gebaut wurde, ist im August 2012 wieder aufgebaut worden. Der Selloweg verläuft als Nord-Süd-Achse von der Orangerie nach Süden. Der bisher asphaltierte Weg wird im Zuge der Sanierung originalgetreu aus gelbem Granit wiederhergestellt.
2014 bis 2016: Sanierung der Neptungrotte: Finanzierung zu etwa gleichen Teilen in Höhe von 1 Million € vom Fernsehmoderator Günther Jauch und der ArGe Potsdamer Schlössernacht.
Aus den Mitteln der Potsdamer Schlössernacht wurden bisher folgende Objekte restauriert:
- 2004: Westbrücke über den Maschinenteich
- 2005: Säulen im Parterre von Sanssouci
- 2006: Pergola Villa Liegnitz
- 2007: Posttor
- 2008: Viehtränke am Schloss Sanssouci
- 2009: Attika-Skulpturen des Neuen Palais
- 2010: Skulpturenschmuck des Sizilianischen Gartens
- 2011: Marmorbalustrade des Sizilianischen Gartens
- 2012: Selloweg Neupflasterung,
- 2012: Lindstedter Tor – nördliches Posttor
- 2013: Wiesenwegbrücke
- 2014: Neptungrotte
- 2015: Neptungrotte
- 2016: Neptungrotte

## Galerie

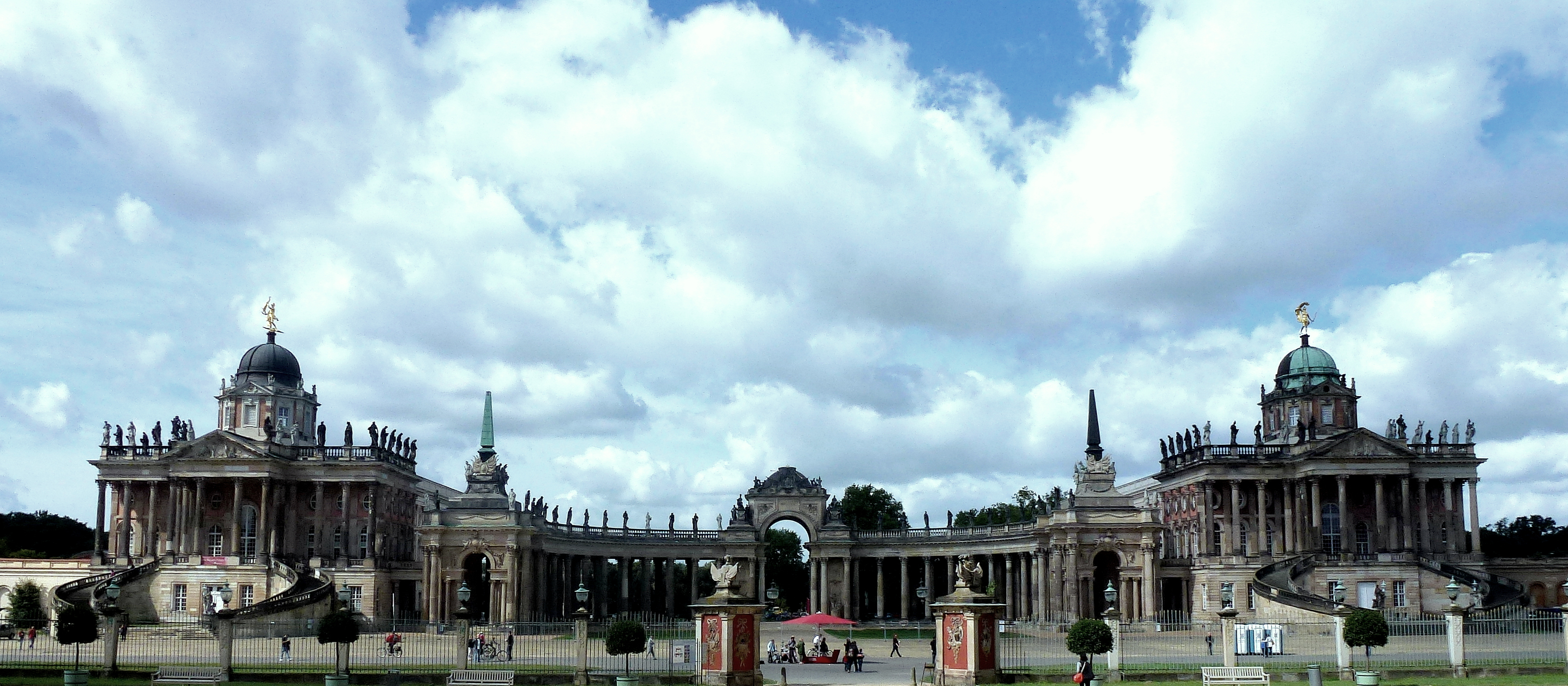
Communs Gesamtansicht-Mopke, Hauptveranstaltungsort 2014
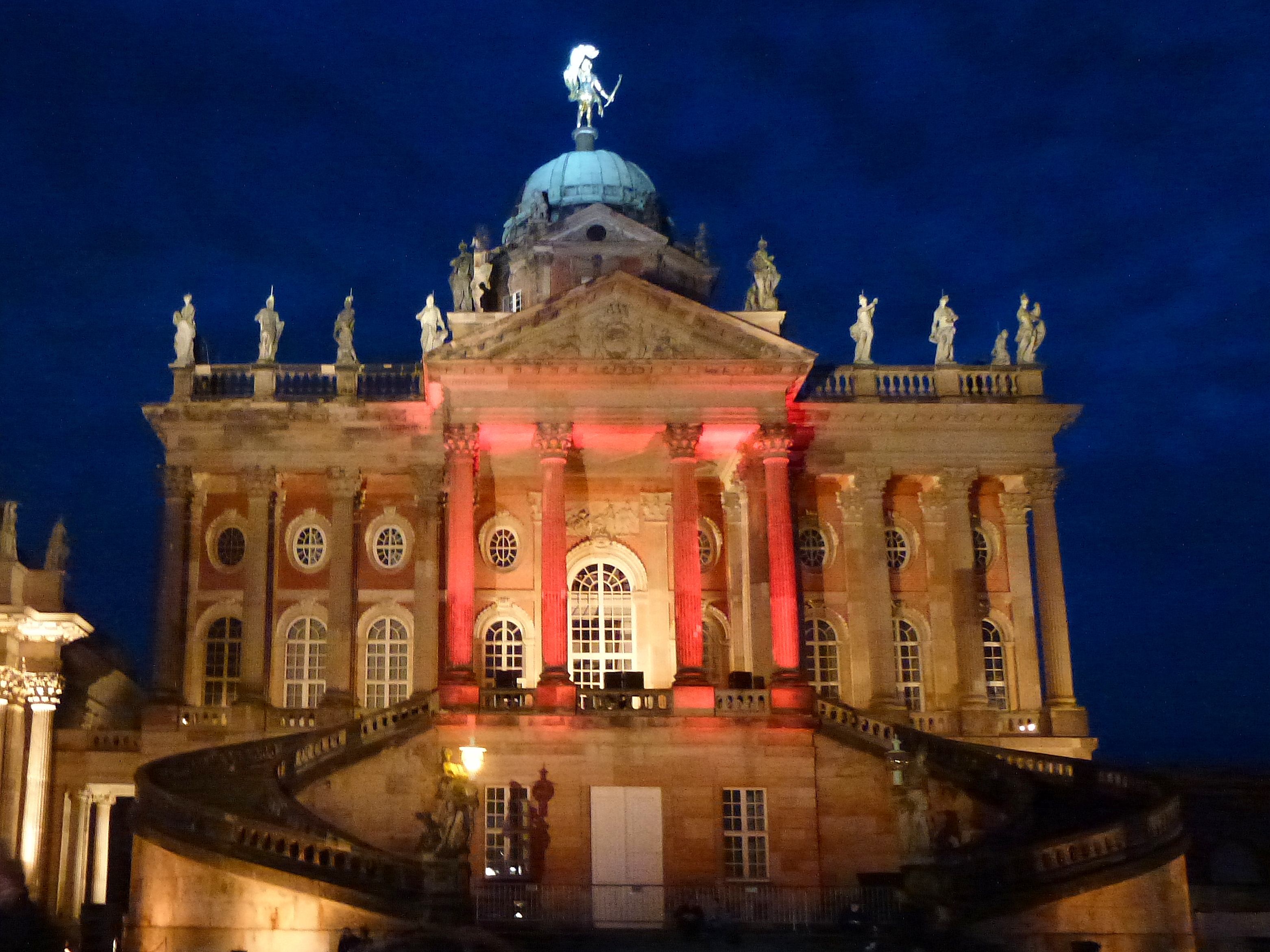
Rechter Pavillon der Communs bei Nacht
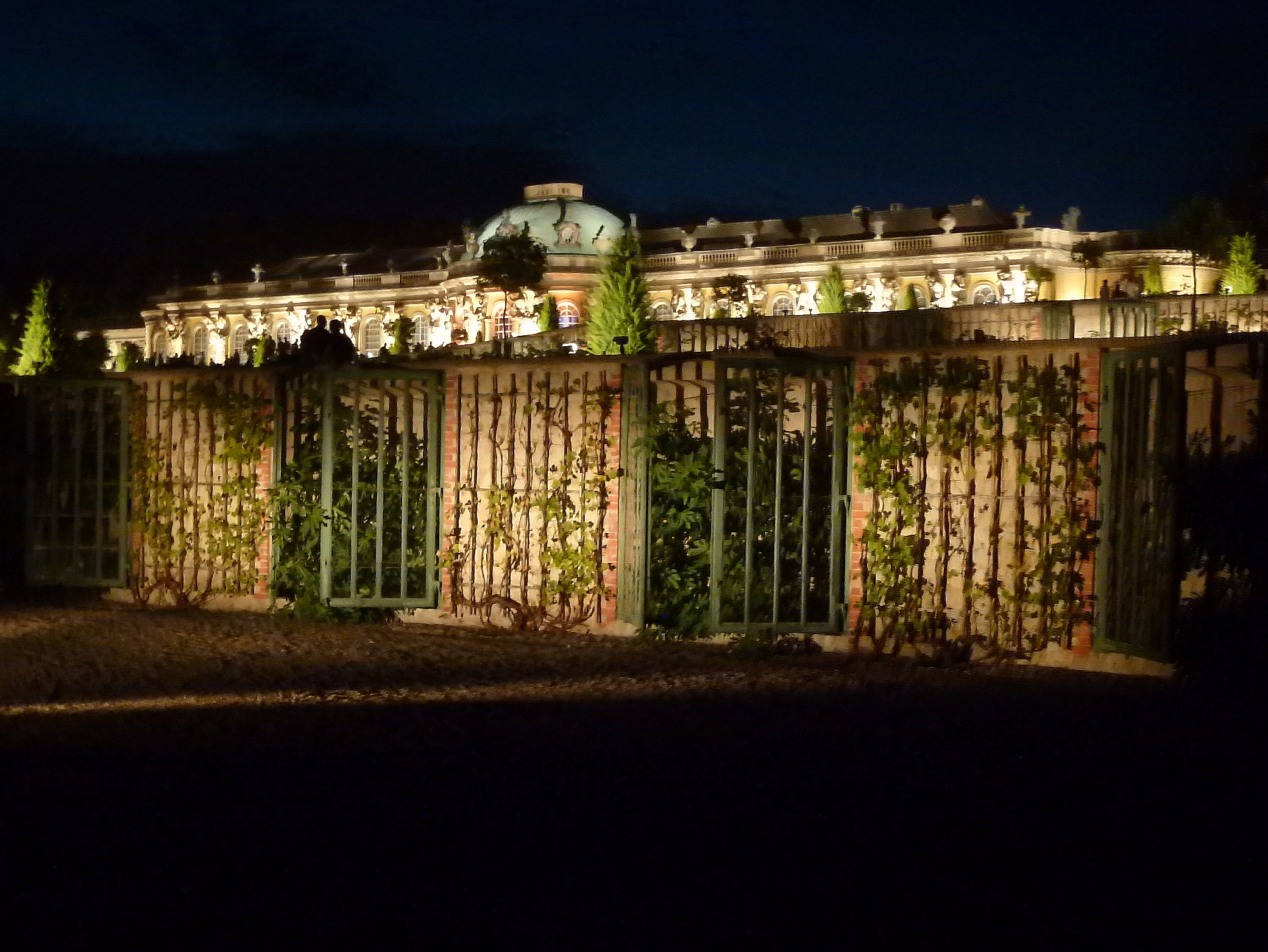
Schloss Sanssouci Weinbergterrassen
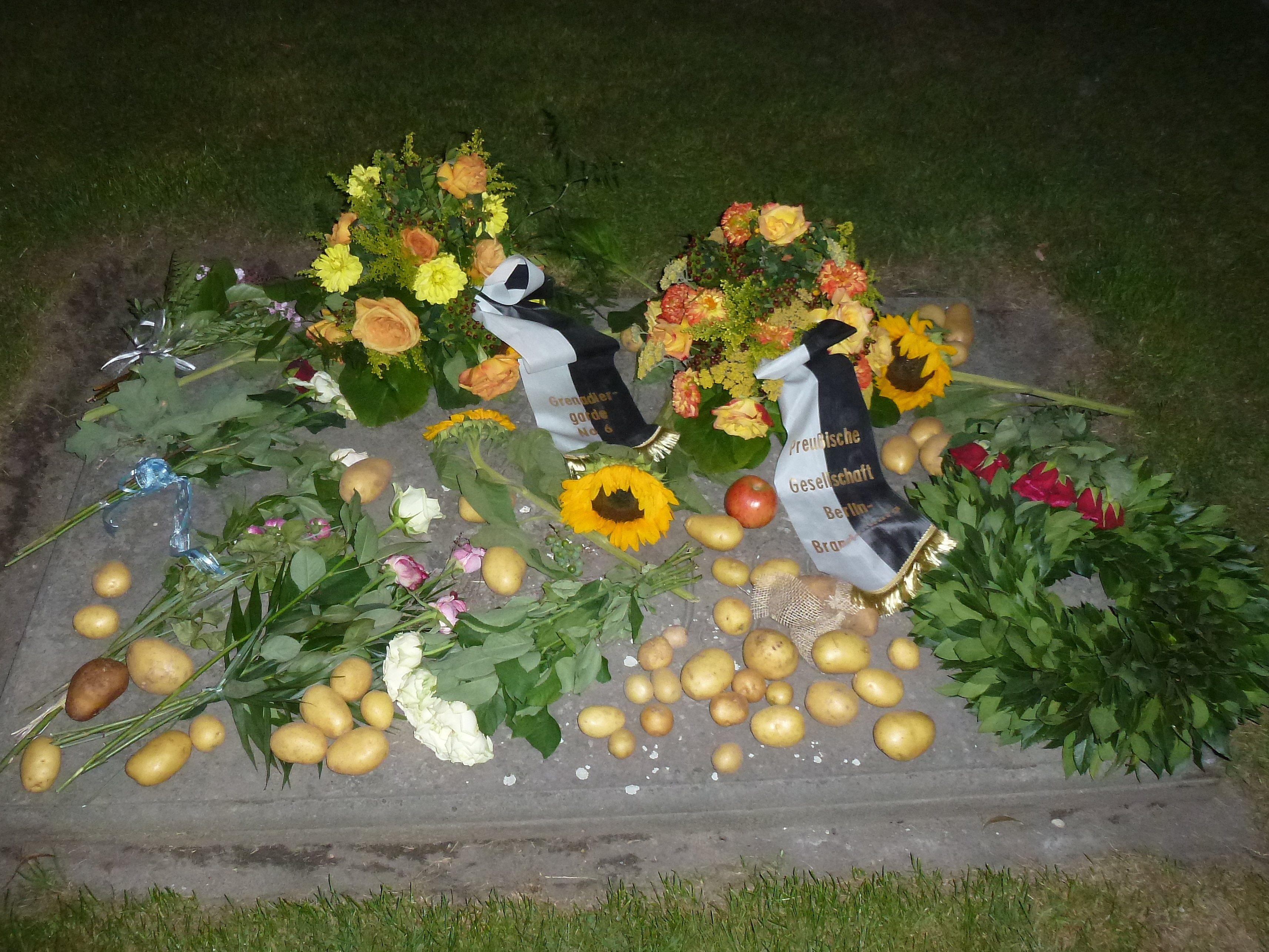
Grabplatte Friederichs bei Nacht
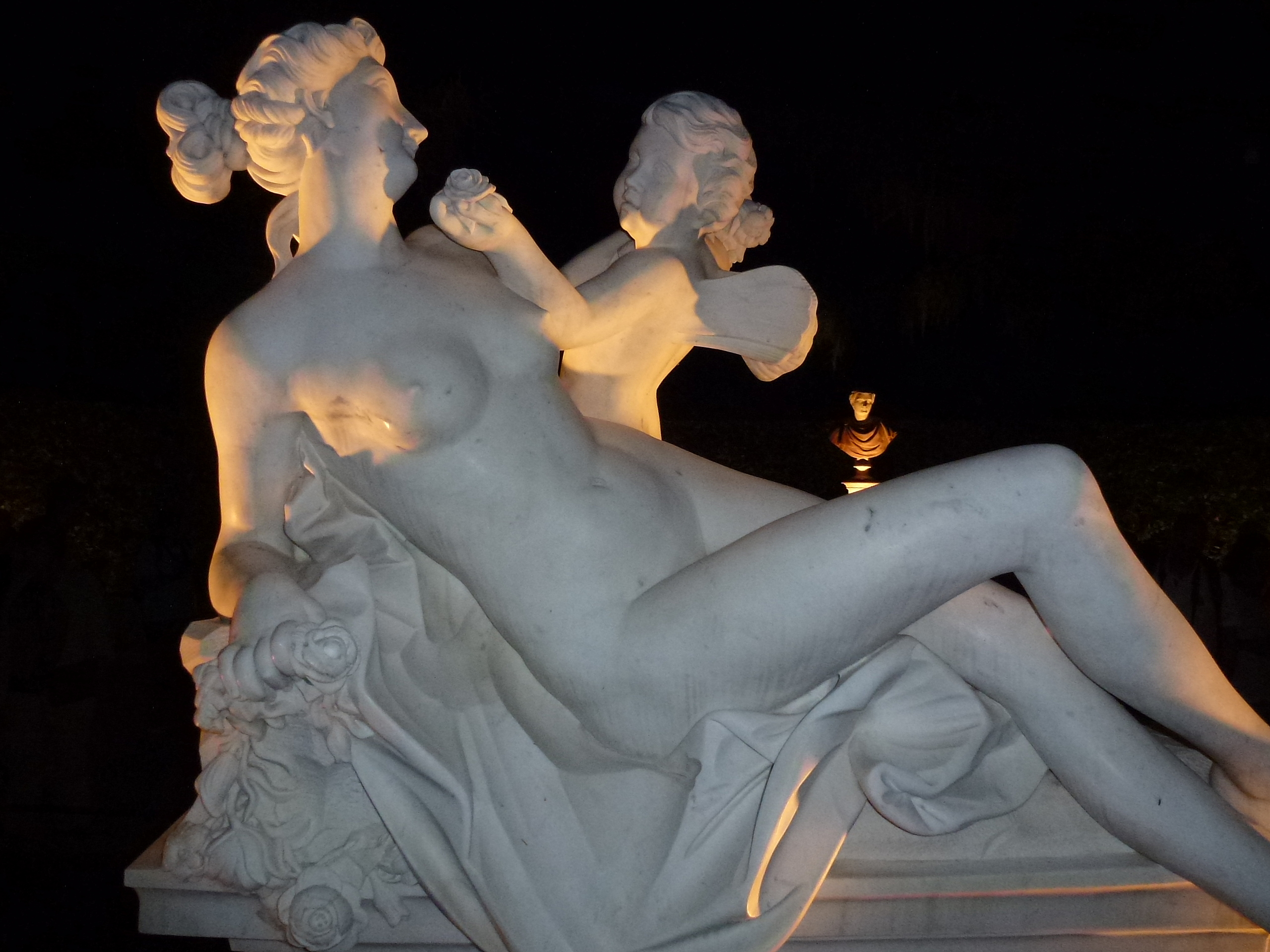
Flora mit Zephyr bei Nacht
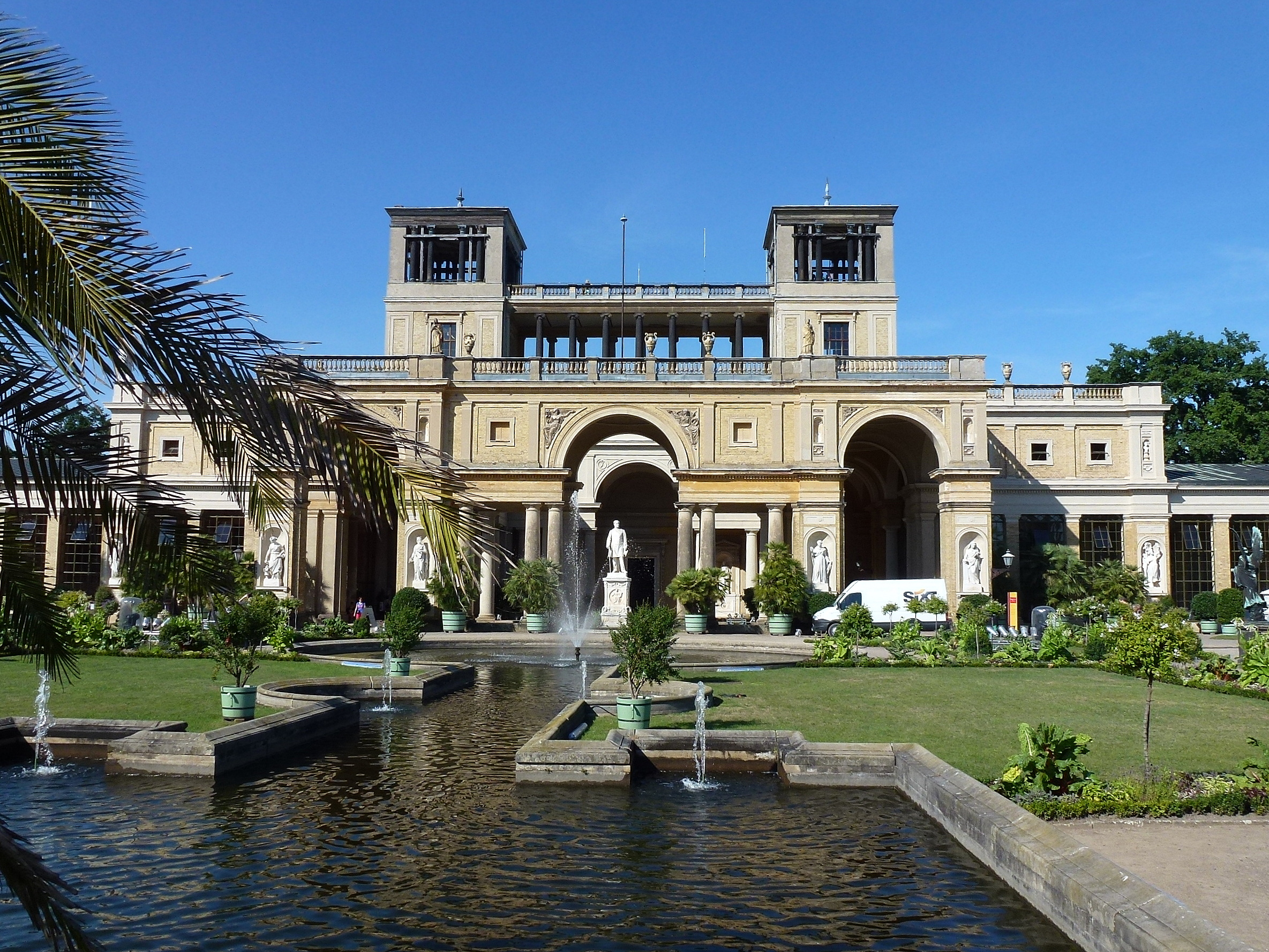
Orangerie Schloss Spielstätte der Potsdamer Schlössernacht
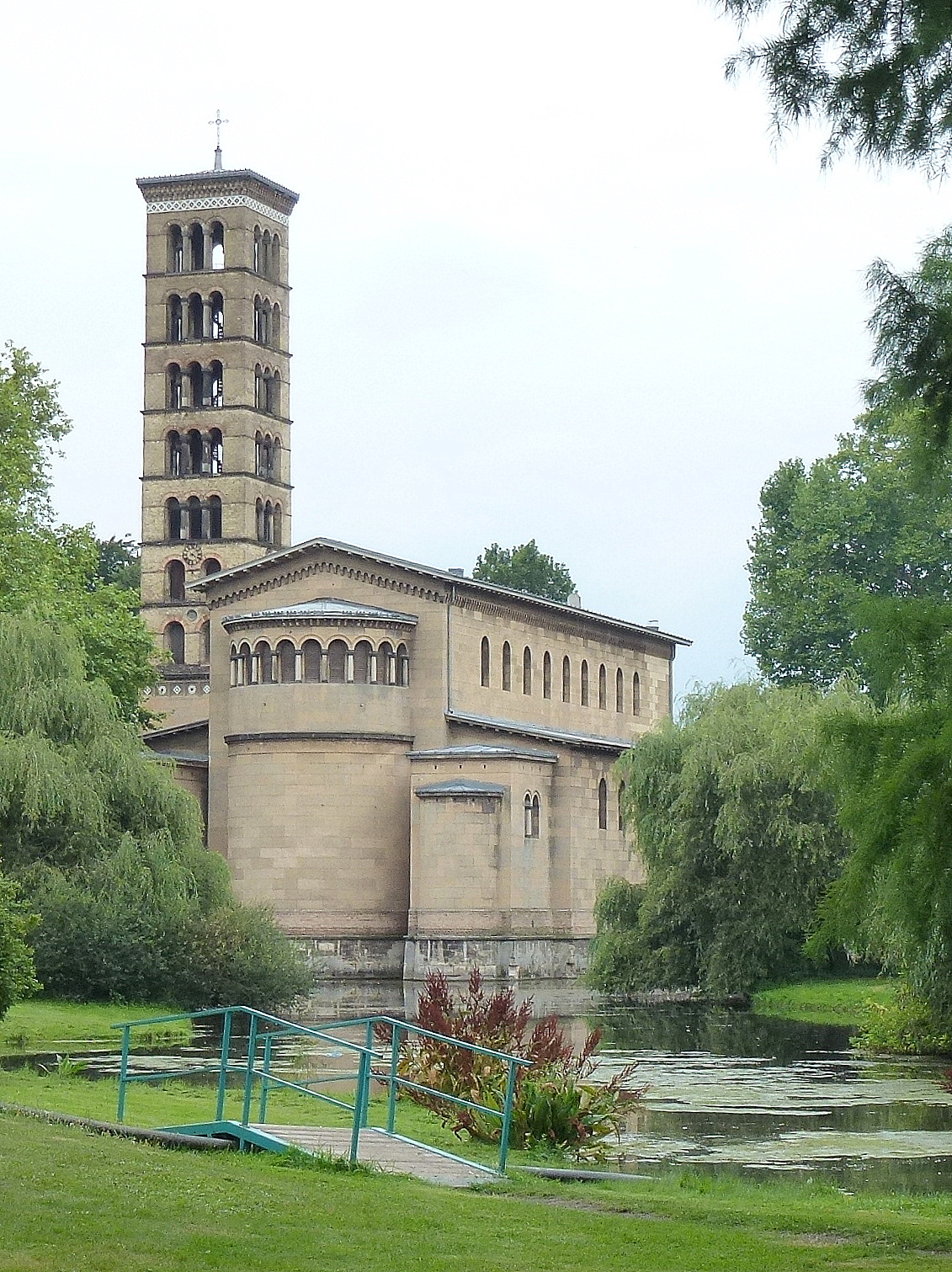
Außenansicht Friedenskirche Spielstätte Potsdamer Schlössernacht: Orgelkonzert
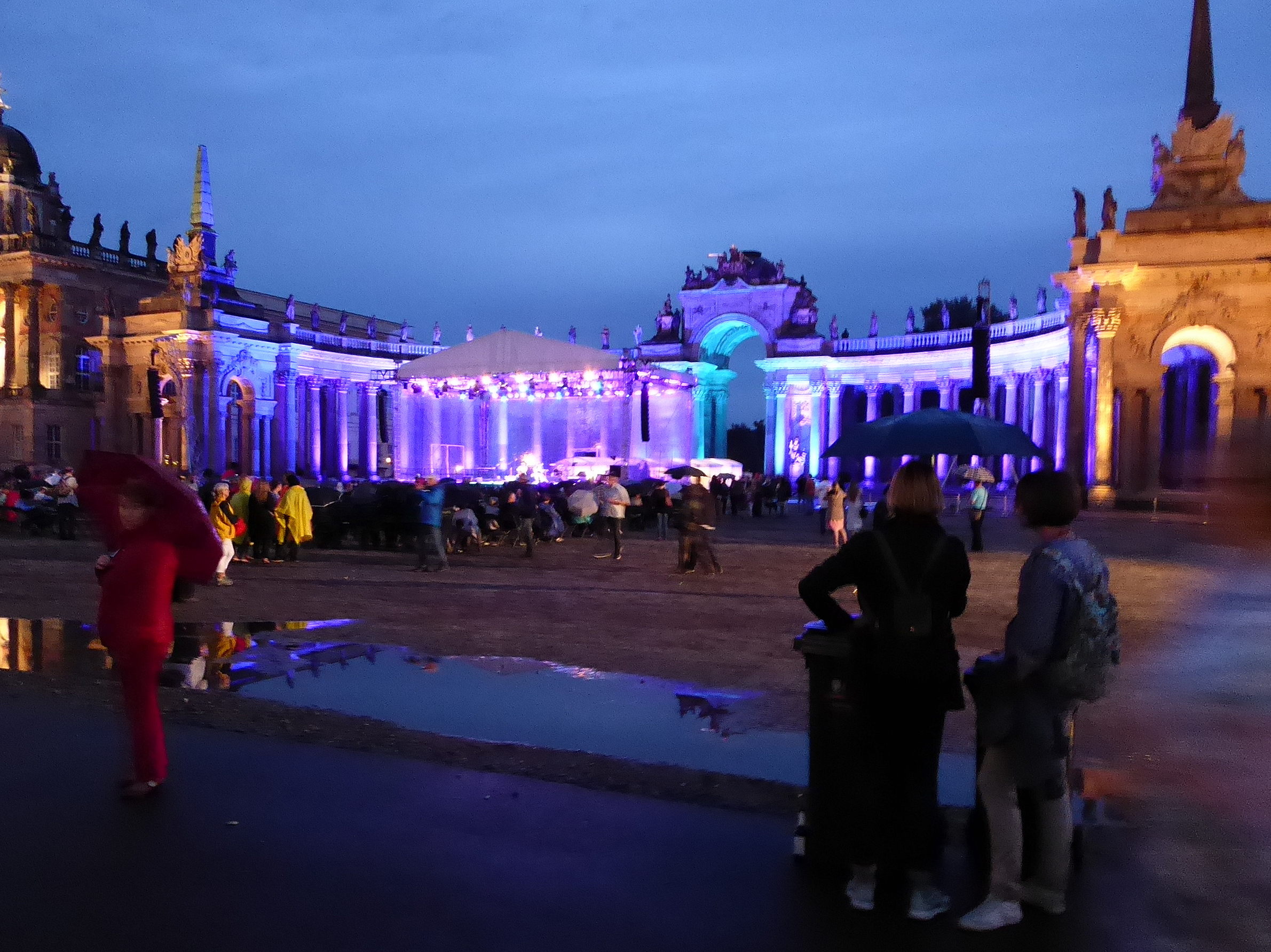
Potsdamer Schlössernacht 2016 verregnet